# Roscoe Sarles
Roscoe Sarles (ur. 4 stycznia 1892 roku w New Albany, zm. 17 września 1922 roku w Kansas City) – amerykański kierowca wyścigowy.

## Kariera
W swojej karierze Sarles startował głównie w Stanach Zjednoczonych w mistrzostwach AAA Championship Car oraz towarzyszącym mistrzostwom słynnym wyścigu Indianapolis 500. W drugim sezonie startów, w 1920 roku odniósł jedno zwycięstwo. Z dorobkiem 540 punktów został sklasyfikowany na piątym miejscu w końcowej klasyfikacji kierowców. Rok później Amerykanin stanął na drugim stopniu podium Indy 500. Spośród pozostałych wyścigów mistrzostw AAA Sarles jeszcze trzy wygrał i trzynastokrotnie stawał na podium. Uzbierane 1980 punktów pozowliło mu zdobyć tytuł wicemistrza serii. W sezonie 1922 był ósmy. 17 września zginął w pożarze po wypadku na torze w Kansas City.